# إدوارد هاريسون كومبتون
إدوارد هاريسون كومبتون (بالألمانية: Edward Harrison Compton)‏ هو رسام توضيحي ورسام ألماني، ولد في 11 أكتوبر 1881 في فيلدافينغ في ألمانيا، وتوفي بنفس المكان في 6 مارس 1960.